# East Nicolaus
East Nicolaus – jednostka osadnicza w Stanach Zjednoczonych, w stanie Kalifornia, w hrabstwie Sutter.